# Млодоєво
Млодоєво (пол. Młodojewo) — село в Польщі, у гміні Слупца Слупецького повіту Великопольського воєводства.
Населення — 830 осіб (2011).
У 1975-1998 роках село належало до Конінського воєводства.

## Демографія
Демографічна структура станом на 31 березня 2011 року:
|          | Загалом | Допрацездатний вік | Працездатний вік | Постпрацездатний вік |
| -------- | ------- | ------------------ | ---------------- | -------------------- |
| Чоловіки | 406     | 102                | 265              | 39                   |
| Жінки    | 424     | 103                | 243              | 78                   |
| Разом    | 830     | 205                | 508              | 117                  |